# 阿爾及爾大學
阿爾及爾大學（阿拉伯语：‎）是一座位於阿爾及利亞首都阿爾及爾的大學，成立於1909年，是阿爾及利亞第一所大學。 下分法學系、醫學系和伊斯蘭科學系。
大學圖書館有八十萬藏書。

## 外部連結
- University of Algiers Website （阿拉伯文） （英文） （法文）
- Faculty of Islamic Sciences （阿拉伯文）

36°46′15″N 3°03′20″E / 36.77083°N 3.05556°E